# Zephronia golovatchi
Zephronia golovatchi — вид двопарноногих багатоніжок родини Zephroniidae. Описаний у 2021 році.

## Поширення
Ендемік Таїланду. Поширений у провінції Чонбурі на півдні країни.

## Назва
Вид названо на честь російського міріаподолога Сергія Головача, який працював у Таїланді.

## Опис
Довжина тіла дорослої тварини від 29 до 37 мм. Тіло коричневе або темно-коричневе, крайові щетинки ендотергума поширюються на задній край, внутрішня поверхня (нижня сторона) анального щитка з одним замикаючим килем з кожного боку і пара ніжок 2 чоловічої кістки з перетинчастою часткою на мезальному краю.